# Мэсси, Афина
Афина Мэсси (англ. Athena Massey; 10 ноября 1967, Ориндж, Калифорния, США) — американская актриса и фотомодель. На счету Мэсси около тридцати ролей в различных фильмах и телесериалах.

## Биография
Афина Мэсси родилась 10 ноября 1967 года в городе Ориндж, штат Калифорния. В интервью мужскому журналу «Femme Fatales» актриса упоминала, что её мать увлекалась греческой мифологией и назвала дочь в честь богини Афины. Во время учёбы в начальной школе занималась игрой на флейте.
Обучалась в Колледже Санта-Моники в Калифорнии, посещала курсы фотографии. Дебютировав в 1991 году, на протяжении 1990-х актриса снялась во множестве фильмов категории Б и в эпизодах телесериалов. В 1995 году Афина Мэсси снялась в одной из главных ролей в боевике «Беглецы компьютерных сетей» вместе с Доном Уилсоном, а также стала сниматься в эротических фильмах. Познакомившись с продюсером Роджером Корманом, Афина снялась в нескольких его проектах, таких как фантастический фильм ужасов «Звёздный портал» и низкобюджетный боевик «Предупредительный удар», на съёмки которого актриса отправилась в Украину. Также она должна была сняться в ирландском фильме «Отелло и Дездемона» (адаптация классической пьесы «Отелло» Шекспира), однако фильм в итоге был отменён. Актриса не оставляла попыток сняться в серьёзной драматической роли и подавала большие надежды на биографический фильм о Джеймсе Дине под названием «Наперегонки с судьбой», в котором ей досталась роль Элизабет Тейлор, но при финальном монтаже её роль была вырезана из фильма. 
В 2001 году Афина Мэсси сыграла в телесериале Роджера Кормана «Чёрный Скорпион», на съёмках которого познакомилась и подружилась с исполнительницей главной роли Ланой Кларксон.
В 2023 году в качестве бывшей звезды эротических фильмов 1990-х приняла участие в документального фильма «We Kill For Love».

## Фильмография
| Год       |    | Русское название                  | Оригинальное название             | Роль                               |
| --------- | -- | --------------------------------- | --------------------------------- | ---------------------------------- |
| 1991      | ф  | Во имя справедливости             | Out for Justice                   | одна из жертв                      |
| 1992      | с  | Молодые и дерзкие                 | The Young and the Restless        | Марианна                           |
| 1995      | ф  | Прикрытие                         | Undercover Heat                   | Синди Ханнен                       |
| 1995      | ф  | Беглецы компьютерных сетей        | Virtual Combat / Grid Runners     | Лиана                              |
| 1995      | с  | Сайнфелд                          | Seinfeld                          | Мелани                             |
| 1996      | ф  | Чокнутый профессор                | The Nutty Professor               | красивая девушка                   |
| 1996      | ф  | Преступный образ жизни            | Shadow of a Scream                | Элис Рэдмонд                       |
| 1996      | с  | Звёздный путь: Вояджер            | Star Trek: Voyager                | Джессен                            |
| 1996      | с  | Дневники Красной Туфельки         | Red Shoe Diaries                  | Эдна Гейнс                         |
| 1997      | ф  | Ядовитый плющ: Новое совращение   | Poison Ivy: The New Seduction     | Ребекка                            |
| 1997      | ф  | Джеймс Дин: Наперегонки с судьбой | James Dean: Live Fast, Die Young  | Элизабет Тэйлор (вырезанные сцены) |
| 1997      | с  | Жара в Лос-Анджелесе              | L.A. Heat                         | Мередит Нолл                       |
| 1997      | ф  | Звёздный портал                   | Star Portal                       | Квад Рена                          |
| 1998      | ф  | Предупредительный удар            | Termination Man                   | Делайла Шэйн                       |
| 1999      | ф  | Молли                             | Molly                             | Лорис                              |
| 1999—2000 | с  | Детектив Нэш Бриджес              | Nash Bridges                      | Дори Дитлоу                        |
| 2000      | ки | Command & Conquer: Red Alert 2    | Command & Conquer: Red Alert 2    | лейтенант Ева Ли                   |
| 2001      | с  | Чёрный Скорпион                   | Black Scorpion                    | доктор Гейл Уотерс / Ураган        |
| 2001      | ки | Command & Conquer: Yuri’s Revenge | Command & Conquer: Yuri’s Revenge | лейтенант Ева Ли                   |